# Почапинський заказник
Почапинський заказник — гідрологічний заказник місцевого значення. Об'єкт розташований на території Лисянського району Черкаської області, село Почапинці.
Площа — 1 га, статус отриманий у 1979 році.